# Productividad agrícola

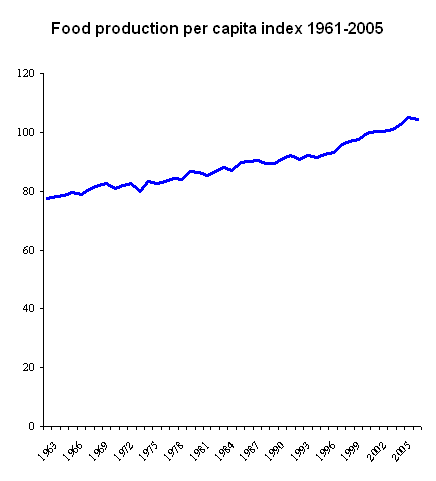
Variación de la producción agrícola per capita en el mundo (1961-2005).

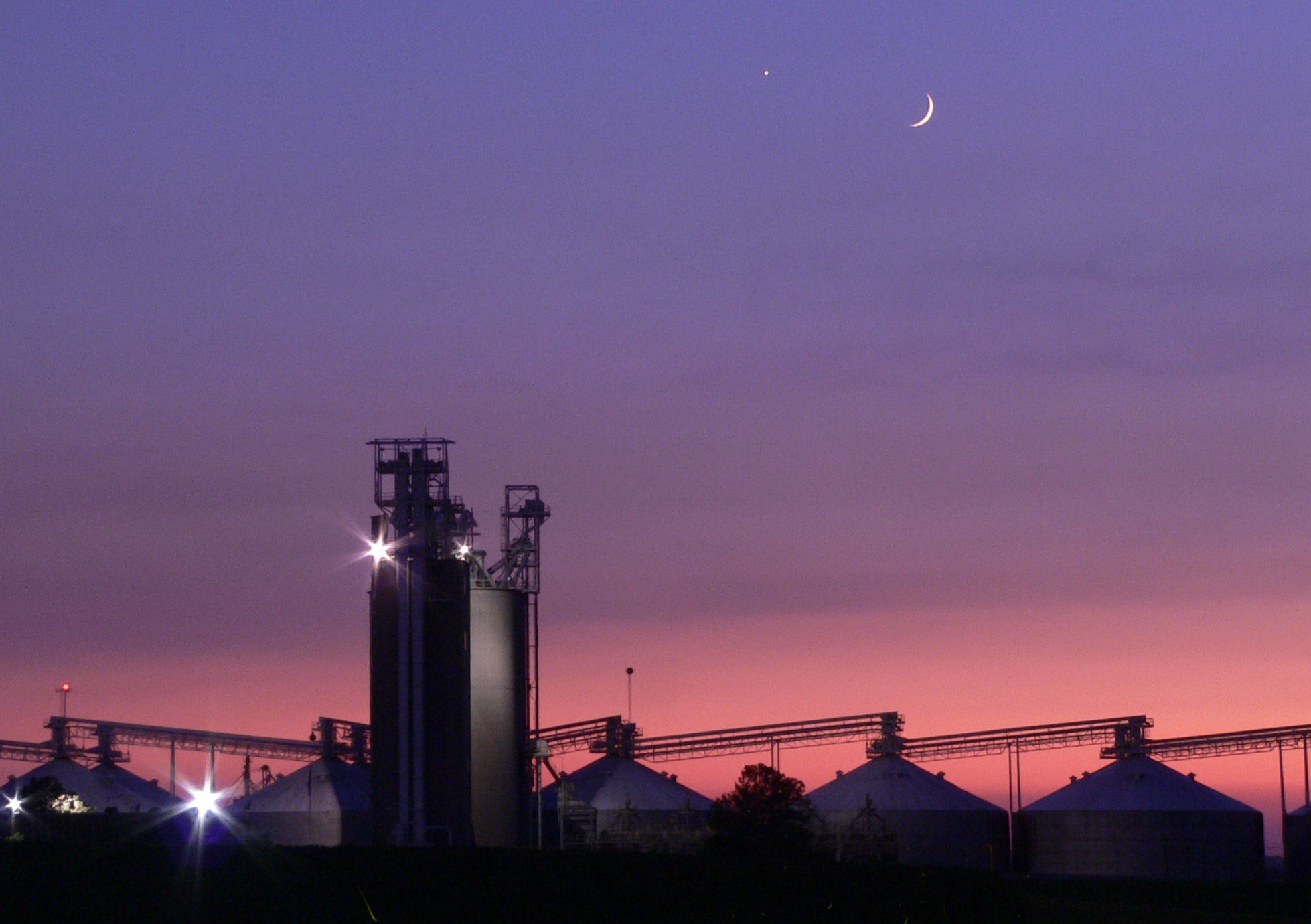
AMELY.

La productividad agrícola se mide como el cociente entre la producción y los factores productivos. Esta tiene que ver con la eficacia y la eficiencia con que se usan los recursos y se expresa como un por ciento de la producción entre  los factores. Calcular la producción agrícola de forma precisa es complicado ya que aunque los productos se midan por su peso fácilmente, suelen tener densidades muy diversas. Por ese motivo la producción suele medirse por el valor de mercado del producto final, lo que excluye el valor de los productos intermedios, como por ejemplo el grano empleado en alimentar las reses en la industria de productos cárnicos; en contabilidad nacional o  contabilidad sectorial suele denominarse valor añadido.
El valor del producto final puede ser comparado con el valor de cada factor utilizado en su producción (por ejemplo: maquinaria o trabajo) lo que nos daría una medida de la productividad de cada factor. La productividad agrícola puede también ser medida por la eficiencia general con la que los factores productivos son utilizados conjuntamente, suele decirse entonces que medios la productividad total de los factores. Este método de medir la productividad compara índices de producción con índices de factores. De esta manera se subsana parcialmente el problema de determinar cuál es realmente el factor productivo que hace mejorar la productividad. Cambios en la productividad total de los factores suelen estar asociados con mejoras tecnológicas o institucionales.

## Importancia de la productividad agrícola

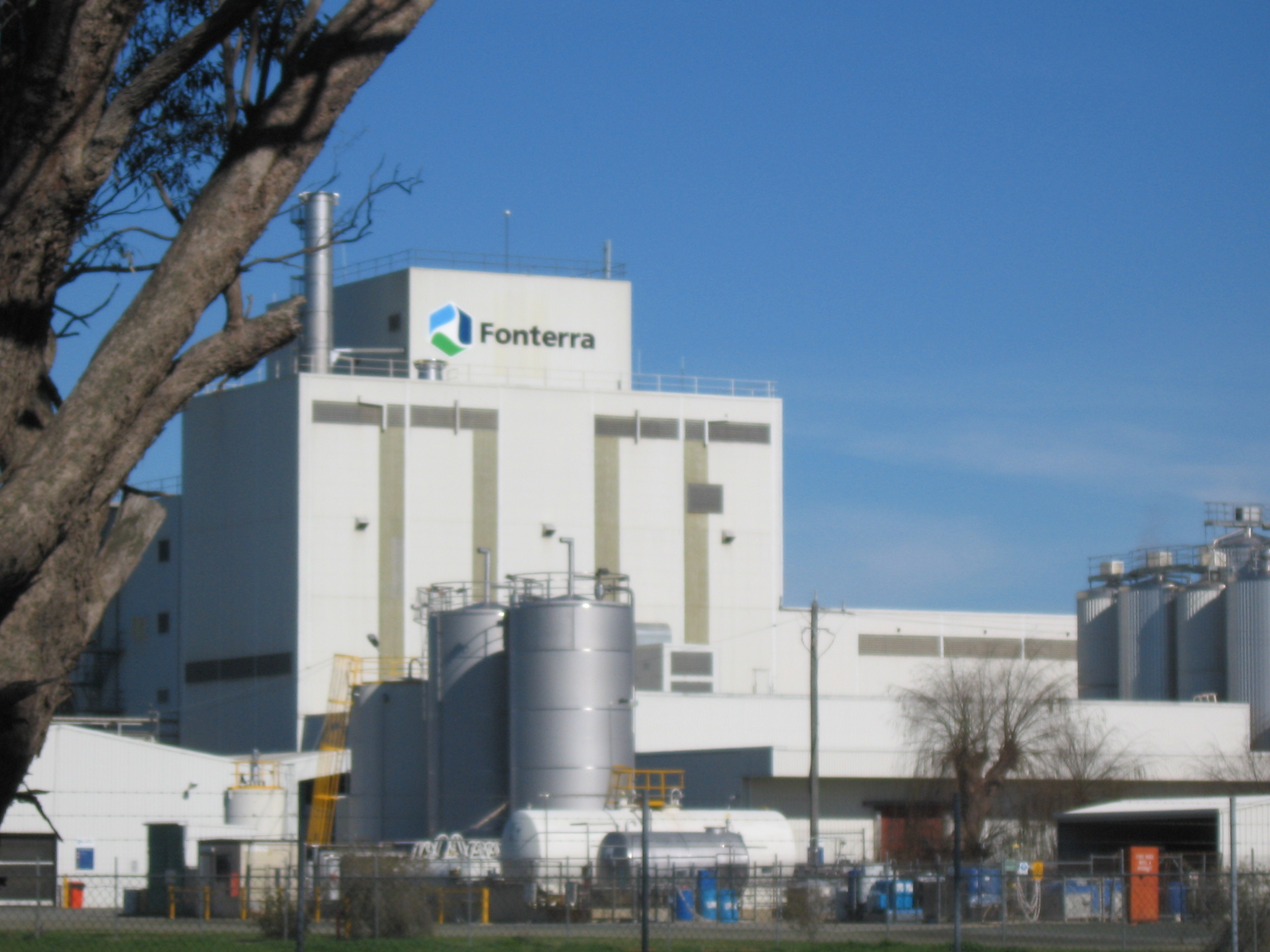
Una cooperativa agrícola en Victoria.

La productividad agrícola de una región es importante por varios motivos aparte de las ventajas evidentes de ser capaces de producir más alimento. Aumentar la productividad de las explotaciones mejora las posibilidades de crecimiento y competitividad en los mercados agrícolas, así como las posibilidades de ahorro y la distribución de la renta. Además también influye de forma significativa en las migraciones interregionales. El incremento de la productividad agrícola también hace que mejore la eficiencia en la distribución de los recursos escasos (ver Eficiencia distributiva). A medida que los agricultores adopten las nuevas tecnologías y aparezcan diferencias en la productividad, los granjeros más productivos experimentarán incrementos de bienestar mientras que los granjeros menos productivos es probable que cierren sus explotaciones y busquen cualquier otra actividad más lucrativa, colaborando al mejor uso de los recursos mencionado anteriormente.
El incremento de la productividad de una región genera una ventaja comparativa en los productos agrícolas, con lo cual la región será capaz de producir la misma cantidad de producto a un costo menor que otras regiones competidoras. Por lo tanto, la región aumenta para la mayoría su competitividad en el mercado mundial, atrayendo más consumidores y aumentando el nivel de vida de sus habitantes.
El incremento de la productividad agrícola es especialmente importante en los países en vías de desarrollo ya que la agricultura ocua de la población activa. A medida que las explotaciones se hacen más productivas, el salario real de las personas empleadas en la agricultura aumenta. Simultáneamente el precio de los alimentos disminuye porque la oferta de alimentos se hace estable. De esta manera la población puede cubrir sus necesidades básicas y, paulatinamente, usar su renta disponible en otra variedad de productos, mejorando sustancialmente su bienestar. También se genera un círculo virtuoso en el que los trabajadores ven oportunidades crecientes en el sector agrícola, retroalimentando el proceso de crecimiento de la productividad y desencadenando el desarrollo económico.
El incremento de la productividad agrícola se hace perentorio en el contexto de una población creciente a nivel mundial, ya que sólo a través del aumento de la productividad total de los factores parece ser posible escapar a la trampa malthusiana.